# Burzenland
Burzenland (rumænsk Țara Bârsei, ungarsk Barcaság) er et historisk område i det sydøstlige Transsylvanien (nu i Rumænien), med Brașov (Kronstadt) som den vigtigste by.

## Geografi
Burzenland ligger i en lavning i en indlandssænkning i bjergkæden Karpaternes bue, og er groft sagt afgrænset af byerne Feldioara i nord, Râșnov i den sydvestlige del og Prejmer i den sydøstlige del af landet. Den er opkaldt efter bækken Bârsa (Burzen, romersk Bârsa), som løber ud i Olt.

## Historie
I 1211 blev Burzenland af den ungarske konge Andreas 2. tildelt den Tyske ridderorden som et bosættelsesområde, som der byggede flere borge og rekrutterede tyske bosættere. Det var hovedsageligt Transsylvanske saksere (Siebenbürger Sachsere) fra naboprovinsen Sibiu (de Syv Stole), men også nybyggere fra Tyskland. Efter kun 14 år blev ordenen imidlertid fordrevet igen, da den havde planlagt at etablere en ordensstat i området uafhængigt af Ungarn.
De transsylvanske saksiske bosættere blev fortsat i Burzenland og organiserede sig juridisk og administrativt med omfattende selvstyre i Kronstadt-distrikte på Königsboden (de). I 1876 blev Burzenland efter en administrativ reform af Transsylvanien, som blev genindlemmet i Kongeriget Ungarn, en del af Komitate Kronstadt, og i dag, efter at Transsylvanien blev annekteret til Rumænien i 1920, er det en del af distriktet Brașov.